# 池田美紀子
池田 美紀子（いけだ みきこ、1942年 - ）は、日本の比較文化者。東京大学学術博士。研究領域は夏目漱石、文学と美術の交錯、十八世紀徳川比較文化史、日蘭交流史。夫は外交官の池田維。

## 経歴
東京生まれ。1965年、東京女子大学英文科卒業。1968年、東京大学大学院比較文学比較文化修士課程入学。1973年、パリ第4大学留学。1976年東京大学大学院博士課程修了。
1977年、慶応義塾大学講師。1979年、東京女子大学助教授。1981年、ハーバード大学客員研究員。1998年、ライデン大学東洋文化研究所客員教授。2006年、国立台湾大学客員教授。
2014年、『夏目漱石――眼は識る東西の字』で、第26回和辻哲郎文化賞一般部門を受賞。

## 著書
- 『夏目漱石――眼は識る東西の字』（国書刊行会、2013年）

## 主要翻訳書
- 『ラフカディオ・ハーン著作集第一巻』（共訳、恒文社、1980年）
- 『明治日本の面影』（共訳、講談社学術文庫、1990年）
- 『小泉八雲――怪談・奇談』（共訳、講談社学術文庫、1990年）

## 共著・主要論文
- 『小泉八雲――回想と研究』（講談社学術文庫）
- 『漱石の『こころ』どう読むか、読まれて来たか』（新曜社）
- 『文明としての徳川日本』　中央公論社
- 『日本文学における＜他者＞』　新曜社
- 「上田秋成とE・A・ポオ――怪異と笑い」（「比較文学研究」24号、東大比較文学会、1972年）
- 「漱石とポオ」（「比較文学研究」33号、東大比較文学会、1978年）
- 「二人であることの病――漱石の「こころ」とポー」（「無限大」、1991年） - 『漱石の「こころ」どう読むか読まれて来たか』（新曜社、1992年）所収
- 「佐藤春夫の作家としての出発――ポーの庭園物語をめぐって」（「論叢」第30巻、東京女子大学、1980年）
- 「建部綾足の光と風景――18世紀文人の自然像」（「比較文学研究」41号、東大比較文学会、1982年）
- 「漱石と世紀末の女性たち――ヒロインの肖像」（漱石と美術、「比較文学研究」57号、東大比較文学会、1990年）
- 「大学講師としてのハーン――西欧文学の紹介者」（「国文学解釈と鑑賞 特集 小泉八雲と日本」56巻11号 1991 至文堂）
- 「漱石の文明批評と漢詩文の世界」（「台大日本語文創新国際学術研討会論文集」、国立台湾大学、2008年）
- 「世紀末潮流に身を浸し――漱石と英国美術」（「別冊太陽」231、平凡社、2015年）
- 「漱石とポー――われは人間に自知の明なき事を断言せんとす、之を「ポー」に聞く」（「別冊太陽」231、平凡社、2015年）

## 参考
- [ISBN 978-4-336-05563-7]